# 葉卡捷琳娜·瑪爾科娃
葉卡捷琳娜·瑪爾科娃（俄语：Екатерина Малькова，1992年12月12日—），原名埃克內琳娜·博洛托娃（Ekanerina Bolotova），2013年改名葉卡捷琳娜·博洛托娃（Ekaterina Bolotova），婚後改姓瑪爾科娃。俄羅斯女子羽毛球運動員，国际级体育硕士（羽毛球）。

## 簡歷
2011年7月，埃克內琳娜代表俄罗斯参加芬兰万塔举办的歐洲青年羽毛球錦標賽，随队赢得团体赛亚军。
2013年7月，埃克内琳娜與安德烈·阿什马林出战立陶宛羽毛球公開賽，在混双决赛以2比0（21-15、21-14）击败了队友的Yaroslav Egerev/伊琳娜·克列布科，夺得其首个国际赛双打冠军。同年10月，她与安德烈·阿什马林出战保加利亞羽毛球國際賽，在混双準决赛以0比2（12-21、17-21）不敌赛会2号种子、苏格兰的罗伯·布莱尔/伊莫金·班克尔。同年10月，她与塔吉娜·比比克出战瑞士羽毛球國際賽，在女双準决赛以1比2（21-19、13-21、20-22）不敌赛会头号种子、瑞典的伊美利·兰纳森/埃玛·文贝里。
2014年7月，叶卡捷琳娜与叶夫根尼娅·科泽茨卡亚出战白夜羽毛球賽，在女双决赛以2比0（21-14、26-24）击败了赛会2号种子、队友的奥尔佳·戈洛瓦诺娃/维多利亚·沃罗比娃，赢得冠军。同期7月，她与罗季翁·卡尔加夫出战俄羅斯羽毛球大獎賽，在混双準决赛以1比2（21-18、14-21、16-21）不敌队友的伊万·索松诺夫/奥尔佳·莫罗佐娃。同年9月，她与叶夫根尼娅·科泽茨卡亚出战比利時羽毛球國際賽，在女双準決賽以0比3（2-11、7-11、8-11）不敌赛会头号种子、荷兰强档的埃菲耶·穆斯肯斯/塞莱娜·皮克。同年11月，她与叶夫根尼娅·科泽茨卡亚出战巴林羽毛球國際挑戰賽，在女双决赛以2比0（21-6、21-15）击败了赛会头号种子、队友的安娜斯塔西亚·切尔维亚科娃/尼娜·维斯洛娃，赢得冠军。同年12月，她分别与叶夫根尼娅·科泽茨卡亚以及罗季翁·卡尔加夫出战意大利羽毛球國際賽，在女双準决赛以0比2（18-21、22-24）不敌赛会2号种子、荷兰强档的萨曼塔·巴宁/伊里斯·塔博林；而混双準决赛以1比2（21-18、14-21、16-21）不敌赛会3号种子、法国强档的加埃唐·米特莱尔泽/奥德丽·方丹。
2015年3月，叶卡捷琳娜与叶夫根尼娅·科泽茨卡亚出战波蘭羽毛球公開賽，在女双準决赛以0比2（20-22、25-27）不敌印度的普拉迪亚·加德雷/斯基·雷迪。同年6月，她代表俄罗斯参加亞塞拜然巴庫举办的歐洲運動會羽毛球比賽，与搭档的叶夫根尼娅·科泽茨卡亚在女双决赛以0比2（12-21、21-23）不敌赛会头号种子、保加利亚强档的加夫列拉·斯托伊娃/斯蒂法尼·斯托伊娃，赢得欧运会女子双打亚军。同年7月，她分别与叶夫根尼娅·科泽茨卡亚以及罗季翁·卡尔加夫出战白夜羽毛球賽，在女双决赛以2比1（20-22、21-13、21-15）击败了赛会2号种子、土耳其的奥兹格·巴伊拉克/内斯里汉·伊吉特，赢得冠军。同年12月，她与罗季翁·卡尔加夫出战意大利羽毛球國際賽，在混双準决赛以0比2（17-21、18-21）不敌英格兰的马修·诺丁汉/艾米莉·韦斯特伍德。
2016年2月，叶卡捷琳娜与叶夫根尼娅·科泽茨卡亚出战奧地利羽毛球公開賽，在女双决赛以2比0（21-11、23-21）击败了赛会2号种子、美国的李意恒/宝拉·琳·奥巴娜娜，赢得冠军。同年6月，她与阿纳斯塔西娅·塞梅诺娃出战拉脫維亞羽毛球國際賽，在女双準决赛以1比2（10-21、26-24、10-21）不敌队友的克谢尼娅·叶夫根诺娃/玛丽亚·舍古罗娃。同期6月，她分别与阿纳斯塔西娅·塞梅诺娃以及丹尼斯·格拉切夫出战立陶宛羽毛球國際賽，在女双决赛以2比0（21-14、21-9）击败了赛会2号种子、队友的叶卡捷琳娜·库特/达里娅·谢列布里亚科娃，赢得冠军；而混双决赛以2比0（21-11、21-16）击败了波兰的帕维尔·斯梅洛夫斯基/马格达莱纳·斯维尔琴斯卡，赢得冠军。同年9月，她代表俄罗斯参加本国举办的世界大學生羽毛球錦標賽，随队赢得团体赛季军。同期9月，她与瓦西里·库兹涅佐夫出战布拉格羽毛球公開賽，在混双决赛以0比2（19-21、15-21）不敌丹麦的马蒂亚斯·贝尔-斯密特/亚历山德拉·博尔，赢得亚军。
2017年1月，叶卡捷琳娜与艾莉娜·达夫列托娃出战愛沙尼亞羽毛球國際賽，在女双準决赛以1比2（21-16、18-21、23-25）不敌法国的德尔菲娜·德尔吕/莉亚·巴莱尔莫。同年7月，她分别与艾莉娜·达夫列托娃以及弗拉基米尔·伊万诺夫出战俄羅斯羽毛球大獎賽，在女双準決賽以0比3（10-12、7-11、3-11）不敌日本强档的荒木茜羽/松田蒼；而混双準決賽以1比3（15-14、9-11、9-11、9-11）不敌马来西亚的陳炳順/謝宜茜。同年11月，她与艾莉娜·达夫列托娃出战匈牙利羽毛球國際賽，在女双决赛以2比0（21-13、21-19）击败了队友的埃琳娜·科门德鲁夫斯卡亚/玛丽亚·舍古罗娃，赢得冠军。同期11月，她与艾莉娜·达夫列托娃出战蘇格蘭羽毛球大獎賽，在女双决赛以1比2（21-15、15-21、11-21）不敌荷兰强档的塞莱娜·皮克/谢丽尔·塞尔宁，赢得亚军。同年12月，她与艾莉娜·达夫列托娃出战意大利羽毛球國際賽，在女双决赛以2比0（21-18、21-11）击败了丹麦的亚历山德拉·博尔/萨拉·伦高，赢得冠军。
2018年1月，叶卡捷琳娜與艾莉娜·达夫列托娃出战愛沙尼亞羽毛球國際賽，在女双决赛以2比0（21-10、21-10）击败了英格兰的杰西卡·霍普顿/珍妮·穆尔，赢得冠军。同年4月，她与丹尼斯·格拉切夫出战芬蘭羽毛球公開賽，在混双準决赛以0比2（14-21、10-21）不敌印尼的阿克巴·宾唐·察尤诺/温妮·奥克塔温纳·坎道。

## 主要比賽成績
只列出曾進入準決賽的國際賽事成績：
| 年份   | 賽事                     | 公開賽級別 | 項目     | 搭檔                    | 成績   |
| ------ | ------------------------ | ---------- | -------- | ----------------------- | ------ |
| 2011年 | 歐洲青年羽毛球錦標賽     | 其他       | 混合團體 | －                      | 亞軍   |
| 2013年 | 立陶宛羽毛球公開賽       | 未來系列賽 | 混合雙打 | 安德烈·阿什马林         | 冠軍   |
| 2013年 | 保加利亞羽毛球國際賽     | 國際挑戰賽 | 混合雙打 | 安德烈·阿什马林         | 準決賽 |
| 2013年 | 瑞士羽毛球國際賽         | 國際挑戰賽 | 女子雙打 | 塔吉娜·比比克           | 準決賽 |
| 2014年 | 歐洲女子羽毛球團體錦標賽 | 其他       | 女子團體 | －                      | 亞軍   |
| 2014年 | 白夜羽毛球賽             | 國際挑戰賽 | 女子雙打 | 叶夫根尼娅·科泽茨卡亚   | 冠軍   |
| 2014年 | 俄羅斯羽毛球大獎賽       | 大獎賽     | 混合雙打 | 罗季翁·卡尔加夫         | 準決賽 |
| 2014年 | 比利時羽毛球國際賽       | 國際挑戰賽 | 女子雙打 | 叶夫根尼娅·科泽茨卡亚   | 準決賽 |
| 2014年 | 碧特博格羽毛球黃金大獎賽 | 黃金大獎賽 | 女子雙打 | 叶夫根尼娅·科泽茨卡亚   | 亞軍   |
| 2014年 | 巴林羽毛球國際挑戰賽     | 國際挑戰賽 | 女子雙打 | 叶夫根尼娅·科泽茨卡亚   | 冠軍   |
| 2014年 | 意大利羽毛球國際賽       | 國際挑戰賽 | 女子雙打 | 叶夫根尼娅·科泽茨卡亚   | 準決賽 |
| 2014年 | 意大利羽毛球國際賽       | 國際挑戰賽 | 混合雙打 | 罗季翁·卡尔加夫         | 準決賽 |
| 2015年 | 波蘭羽毛球公開賽         | 國際挑戰賽 | 女子雙打 | 叶夫根尼娅·科泽茨卡亚   | 準決賽 |
| 2015年 | 歐洲運動會羽毛球比賽     | 其他       | 女子雙打 | 叶夫根尼娅·科泽茨卡亚   | 銀牌   |
| 2015年 | 白夜羽毛球賽             | 國際挑戰賽 | 女子雙打 | 叶夫根尼娅·科泽茨卡亚   | 冠軍   |
| 2015年 | 白夜羽毛球賽             | 國際挑戰賽 | 混合雙打 | 罗季翁·卡尔加夫         | 準決賽 |
| 2015年 | 意大利羽毛球國際賽       | 國際挑戰賽 | 混合雙打 | 罗季翁·卡尔加夫         | 準決賽 |
| 2016年 | 奧地利羽毛球公開賽       | 國際挑戰賽 | 女子雙打 | 叶夫根尼娅·科泽茨卡亚   | 冠軍   |
| 2016年 | 拉脫維亞羽毛球國際賽     | 未來系列賽 | 女子雙打 | 阿纳斯塔西娅·塞梅诺娃   | 準決賽 |
| 2016年 | 立陶宛羽毛球國際賽       | 未來系列賽 | 女子雙打 | 阿纳斯塔西娅·塞梅诺娃   | 冠軍   |
| 2016年 | 立陶宛羽毛球國際賽       | 未來系列賽 | 混合雙打 | 丹尼斯·格拉切夫         | 冠軍   |
| 2016年 | 世界大學生羽毛球錦標賽   | 其他       | 混合團體 | －                      | 季軍   |
| 2016年 | 布拉格羽毛球公開賽       | 國際挑戰賽 | 混合雙打 | 瓦西里·库兹涅佐夫       | 亞軍   |
| 2017年 | 愛沙尼亞羽毛球國際賽     | 國際系列賽 | 女子雙打 | 艾莉娜·达夫列托娃       | 準決賽 |
| 2017年 | 歐洲羽毛球混合團體錦標賽 | 其他       | 混合團體 | －                      | 亞軍   |
| 2017年 | 俄羅斯羽毛球大獎賽       | 大獎賽     | 女子雙打 | 艾莉娜·达夫列托娃       | 準決賽 |
| 2017年 | 俄羅斯羽毛球大獎賽       | 大獎賽     | 混合雙打 | 弗拉基米尔·伊万诺夫     | 準決賽 |
| 2017年 | 匈牙利羽毛球國際賽       | 國際挑戰賽 | 女子雙打 | 艾莉娜·达夫列托娃       | 冠軍   |
| 2017年 | 蘇格蘭羽毛球大獎賽       | 大獎賽     | 女子雙打 | 艾莉娜·达夫列托娃       | 亞軍   |
| 2017年 | 意大利羽毛球國際賽       | 國際挑戰賽 | 女子雙打 | 艾莉娜·达夫列托娃       | 冠軍   |
| 2018年 | 愛沙尼亞羽毛球國際賽     | 國際系列賽 | 女子雙打 | 艾莉娜·达夫列托娃       | 冠軍   |
| 2018年 | 歐洲羽毛球女子團體錦標賽 | 其他       | 女子團體 | －                      | 季軍   |
| 2018年 | 芬蘭羽毛球公開賽         | 國際挑戰賽 | 混合雙打 | 丹尼斯·格拉切夫         | 準決賽 |
| 2018年 | 匈牙利羽毛球國際賽       | 國際挑戰賽 | 女子雙打 | 艾莉娜·达夫列托娃       | 冠軍   |
| 2018年 | 匈牙利羽毛球國際賽       | 國際挑戰賽 | 混合雙打 | 丹尼斯·格拉切夫         | 準決賽 |
| 2018年 | 杜拜羽毛球國際挑戰賽     | 國際挑戰賽 | 女子雙打 | 艾莉娜·达夫列托娃       | 準決賽 |
| 2018年 | 杜拜羽毛球國際挑戰賽     | 國際挑戰賽 | 混合雙打 | 丹尼斯·格拉切夫         | 亞軍   |
| 2018年 | 西德·莫迪羽毛球國際賽    | 超級300賽  | 女子雙打 | 艾莉娜·达夫列托娃       | 準決賽 |
| 2018年 | 意大利羽毛球國際賽       | 國際挑戰賽 | 女子雙打 | 艾莉娜·达夫列托娃       | 冠軍   |
| 2019年 | 泰國羽毛球大師賽         | 超級300賽  | 女子雙打 | 艾莉娜·达夫列托娃       | 準決賽 |
| 2019年 | 歐洲羽毛球混合團體錦標賽 | 其他       | 混合團體 | －                      | 季軍   |
| 2019年 | 阿塞拜疆羽毛球國際賽     | 國際挑戰賽 | 女子雙打 | 艾莉娜·达夫列托娃       | 亞軍   |
| 2019年 | 歐洲運動會羽毛球比賽     | 其他       | 女子雙打 | 艾莉娜·达夫列托娃       | 銅牌   |
| 2019年 | 白夜羽毛球賽             | 國際挑戰賽 | 女子雙打 | 艾莉娜·达夫列托娃       | 準決賽 |
| 2019年 | 荷蘭羽毛球公開賽         | 超級100賽  | 女子雙打 | 艾莉娜·达夫列托娃       | 準決賽 |
| 2019年 | 杜拜羽毛球國際挑戰賽     | 國際挑戰賽 | 女子雙打 | 艾莉娜·达夫列托娃       | 準決賽 |
| 2019年 | 印度羽毛球國際挑戰賽     | 國際挑戰賽 | 女子雙打 | 艾莉娜·达夫列托娃       | 準決賽 |
| 2019年 | 意大利羽毛球國際赛       | 國際挑戰賽 | 女子雙打 | 艾莉娜·达夫列托娃       | 亞軍   |
| 2019年 | 意大利羽毛球國際赛       | 國際挑戰賽 | 混合雙打 | 弗拉基米尔·伊万诺夫     | 冠軍   |
| 2022年 | 印度羽毛球公開賽         | 超級500賽  | 女子雙打 | 阿纳斯塔西娅·萨波瓦洛娃 | 準決賽 |
| 2022年 | 伊朗羽毛球國際挑戰賽     | 國際挑戰賽 | 女子雙打 | 阿纳斯塔西娅·萨波瓦洛娃 | 冠軍   |

| 2007-2017年 | 首要超級賽 | 超級賽 | 黃金大獎賽 | 大獎賽 | 國際挑戰賽 | 國際系列賽 | 未來系列賽 | 其他 |

| 2018-2026年 | 總決賽 | 超級1000賽 | 超級750賽 | 超級500賽 | 超級300賽 | 超級100賽 | 國際挑戰賽 | 國際系列賽 | 未來系列賽 | 其他 |

### 奧運會和世錦賽參賽紀錄
|          | 搭檔                  | 2015  | 2016 | 2017 | 2018 | 2019 | 2020 | 2021 |
| -------- | --------------------- | ----- | ---- | ---- | ---- | ---- | ---- | ---- |
| 女子雙打 | 叶夫根尼娅·科泽茨卡亚 | 48強1 | －   | －   | －   | －   | －   | －   |
| 女子雙打 | 艾莉娜·达夫列托娃     | －    | －   | －   | 32強 | 32強 | －   | 32強 |
|          |                       |       |      |      |      |      |      |      |
| 混合雙打 | 罗季翁·卡尔加夫       | 32強  | －   | －   | －   | －   | －   | －   |

1 賽前退賽